# ウェスト・グランド・バハマ
ウェスト・グランド・バハマ（英語: District of West Grand Bahama）はバハマの県である。県都はエイト・マイル・ロック（Eight Mile Rock）。

## 隣接行政区画
- イースト・グランド・バハマ
- フリーポート